# إدوارد إس. ديفيس
إدوارد إس. ديفيس (بالإنجليزية: Edward S. Davis)‏ هو سياسي أمريكي، ولد في 22 يونيو 1808 بلين في الولايات المتحدة، وتوفي بنفس المكان في 7 أغسطس 1887. انتخب عضو مجلس نواب ماساتشوستس.